# 赫爾曼冰原島峰
76°15′S 143°47′W / 76.250°S 143.783°W
赫爾曼冰原島峰（英語：Herrmann Nunatak）是南極洲的冰原島峰，位於瑪麗伯德地，處於菲利普斯山脈東端東北面7公里，由美國研究隊發現和繪入地圖，現時由南極條約體系管理。